# Johan Risander
Anders Johan Risander, född 7 oktober 1856 i Unnaryds socken, Jönköpings län, död 14 juli 1936 i Stockholm, var en svensk litograf, tecknare och målare.
Risander var anställd som illustratör vid Ny illustrerad tidning och som tecknare vid Nordiska museet i Stockholm. Han flyttade 1895 till Eskilstuna men flyttade efter kort tid vidare till först Göteborg och Norrköping innan han slutligen bosatte sig i Lund 1899. Risander finns representerad vid Nationalmuseum i Stockholm med en blyertsteckning föreställande Tomteboda blindinstitut samt en akvarell med kortspelande herrar.